# Wikitongues
Wikitongues是一個在美國紐約州註冊的非牟利組織，志於記錄所有世上的語言，於2014年由Frederico Andrade、Daniel Bogre Udell和Lindie Botes創立。

## 口述歷史

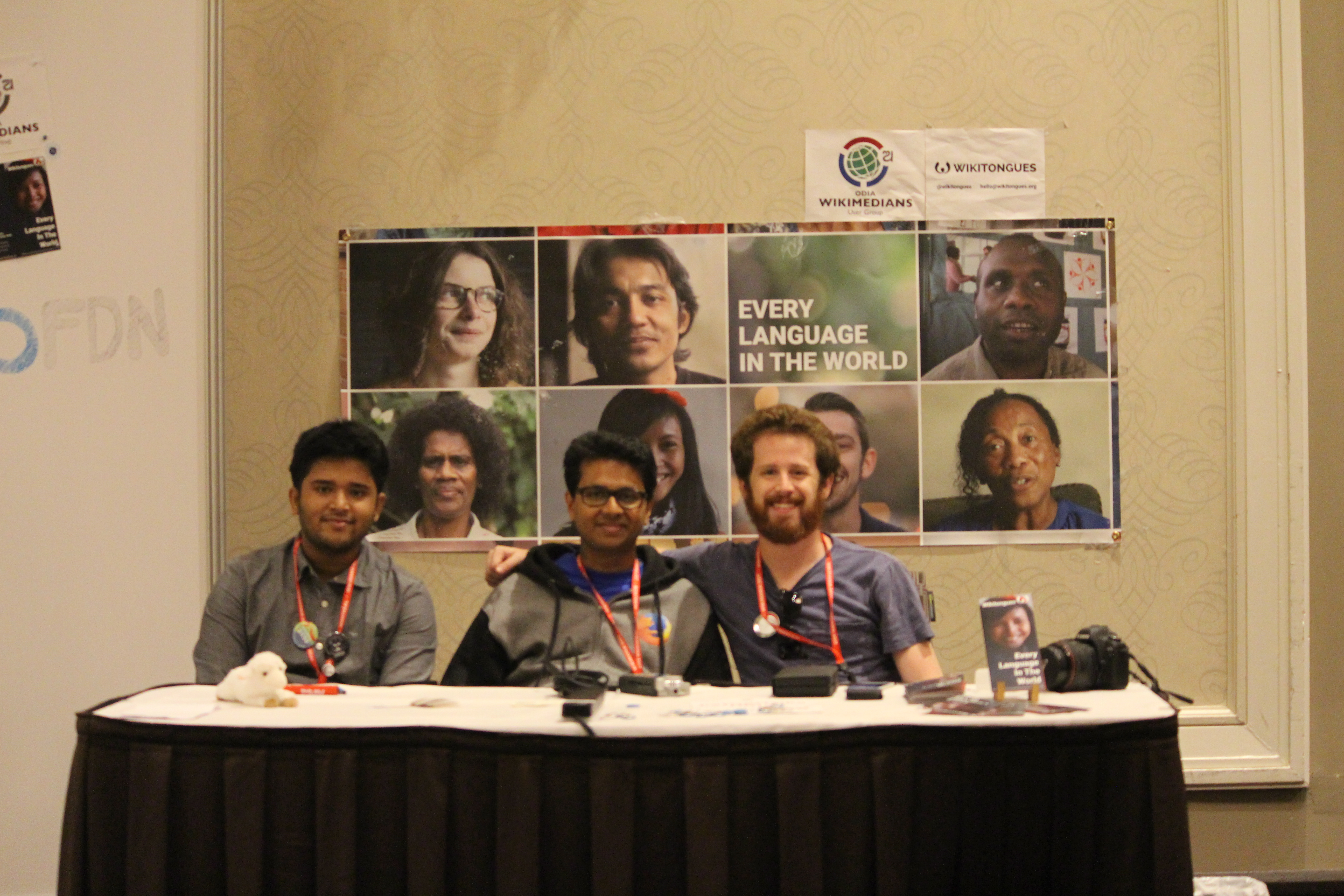
Wikitongues貢獻者，2017年於蒙特利爾參與維基媒體國際會議。

截至2016年5月，Wikitongues錄製了約329部影片，超過200種語言。截至2018年，他們記錄了350多種語言，佔世界語言總數的5%，他們還將15%的影片透過Amara組織（原名Universal Subtitles）進行字幕製作，Amara是一個基於網路的非營利項目，負責託管和允許使用者存取和建立影片的字幕。

## Poly
Poly是個供分享和學習語言的開源軟件，獲Kickstarter支持，並在當中得到429名贊助者幫助，籌得52,716美元。現時，軟件處於發展階段。

## 授權
影片可在共享創意的CC-by-NC 4.0或CC-by-SA 4.0条款下發佈。

## 外部連結
- 官方網站 （页面存档备份，存于）
- Youtube頻道 （页面存档备份，存于）
- Facebook專頁 （页面存档备份，存于）
- Wikitongues Helps Bring Languages Back to Life （页面存档备份，存于）, VOA